# Rigborg Brockenhuus
Rigborg Brockenhuus, född 1579, död 1641, dansk hovdam och adelsdam av släkten Brockenhuus, svaranden i ett berömt sexualmål 1599.
Dotter till Laurids Brockenhuus och Karen Skrams; syster till Jakob Brockenhuus och moster till Corfitz Ulfeldt. Hon utbildades 1597 till hovfröken hos änkedrottning Sofia av Mecklenburg och fick 1598 denna ställning hos drottningen, Anna Katarina av Brandenburg. En av orsakerna var att drottningen då hade möjlighet att arrangera ett fördelaktigt äktenskap. År 1599 fick hon en son, Holger, med hovmannen Frederik Holgersen Rosenkrantz under kungens frånvaro. Då monarken återvände, ställdes paret inför rätta för att ha brutit uppförandekoden vid hovet samt den allmänna lagen om förförelse.
Till skillnad från den annars vanliga utgången, blev paret inte tvingade att gifta sig. Rosenkrantz dömdes till att tjänstgöra i armén mot turkarna, där han sedan stupade, Brockenhuus till livstids fängelse på sin fars gods, där hon spärrades in i ett enda rum med en piga som sällskap. Sonen överlämnades till mannens släktingar. År 1608 fick hon på änkedrottningens förbön tillåtelse att lämna rummet för att besöka kyrkan regelbundet, och år 1616 utverkades modern tillstånd att hon efter hennes död skulle få tillåtelse att bo på någon av sina gårdar. Vid moderns död 1625 flyttade hon till en av sina egna gårdar och behöll rättigheten att besöka kyrkan. Från detta år var hennes fångenskap i praktiken över, och hon var till exempel en välsedd gäst vid biskopens middagsbord. Hennes son hade 1624 fått tillåtelse att bära sin fars efternamn och avled i militärtjänst 1634.